# Historische Reichskommission
Die Historische Reichskommission (HRK) in Berlin wurde am 9. März 1928 als Arbeitsgemeinschaft von Historikern unter dem Vorsitz Friedrich Meineckes gegründet und bestand bis 1935, als sie vom Reichsinstitut für Geschichte des neuen Deutschlands unter dem Nationalsozialisten Walter Frank abgelöst wurde. Diese Historische Kommission schrieb in ihrer Satzung die Aufgabe die „Erforschung der Geschichte des neuen Deutschen Reiches“ fest. Besonders die Reichsgründung von 1871 bildete einen Arbeitsschwerpunkt, zu dem bis 1933 einige Aktenpublikationen erschienen. Stellvertretender Vorsitzender war bis 1934 Hermann Oncken, der dann für ein Jahr den Vorsitz innehatte.
Seit Mai 1933 finanzierte das Reichsinnenministerium Projekte zum Ersten Weltkrieg und zur Nachkriegsforschung unter Paul Kluke und Erich Otto Volkmann, um stärker Einfluss auf die Forschung im Interesse der neuen Machthaber zu nehmen. 1935 beschloss das Ministerium, die Aufgaben der Reichskommission künftig von einem Reichsinstitut erfüllen zu lassen, woraufhin das Reichsinstitut für Geschichte des Neuen Deutschlands gegründet wurde. Mangels weiterer Finanzierung löste sich die Kommission 27. April 1935 auf und hinterließ „ein Trümmerfeld von unvollendeten Arbeiten“ (Walter Goetz).

## Veröffentlichungen der Reichskommission
- Historisch-politisches Archiv zur deutschen Geschichte des 19. und 20. Jahrhunderts. Quelle und Meyer, Leipzig 1930/1932.